# Новое Ирикеево
Новое Ирикеево — посёлок в составе Мокробугурнинского сельского поселения Цильнинского района Ульяновской области.

## География
Находится на берегу реки Бугурна на расстоянии примерно 15 километров на север по прямой от районного центра села Большое Нагаткино.

## История
До 1917 года бывшие 1-й и 2-й Новоирикеевские посёлки. В 1990-е годы работало подразделение ТОО «Рассвет».

## Население
Население составляло 32 человек в 2002 году (татары 97 %), 22 по переписи 2010 года.